# Burgemeestersvilla (Doodstil)

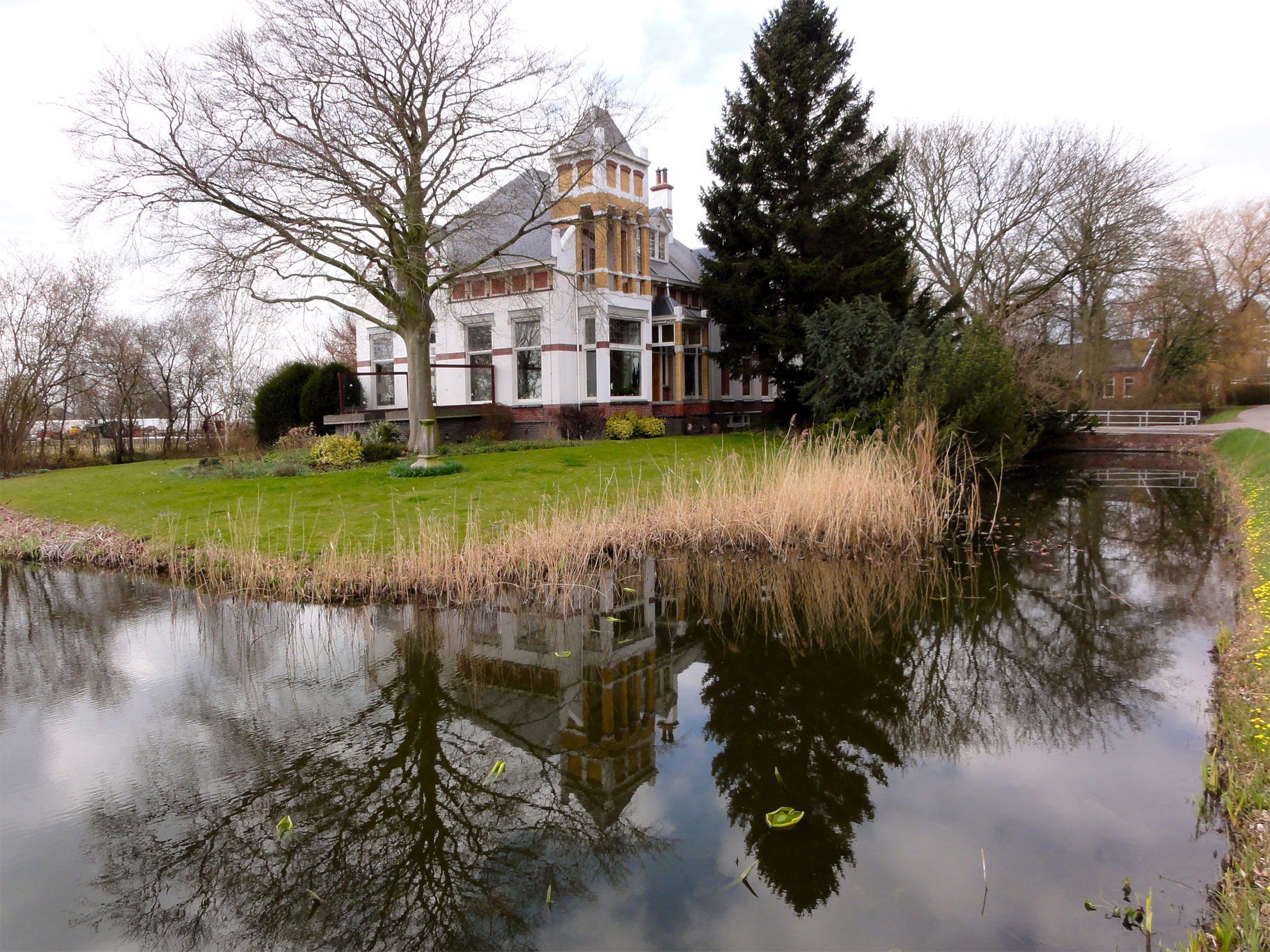
De villa Barmerhoek aan de Barmerweg 1 te Doodstil anno 2011

Het huis Barmerhoek is een villa in de buurtschap Doodstil in de Nederlandse provincie Groningen. 
De villa werd in 1916 gebouwd door de architect R.B. Sleumer in opdracht van Harm Smedema (1876-1927), landbouwer op de Barmerheerd aan de Barmerweg 10 te Doodstil. Smedema was vanaf 1913 lid van de gemeenteraad van de voormalige gemeente Kantens, later ook wethouder en van 1926 tot zijn overlijden in 1927 burgemeester van deze gemeente. Hoewel de villa ook wel burgemeestersvilla wordt genoemd, is dit huis nooit een ambtswoning geweest, maar altijd een privéwoning.

## Bijzonderheden

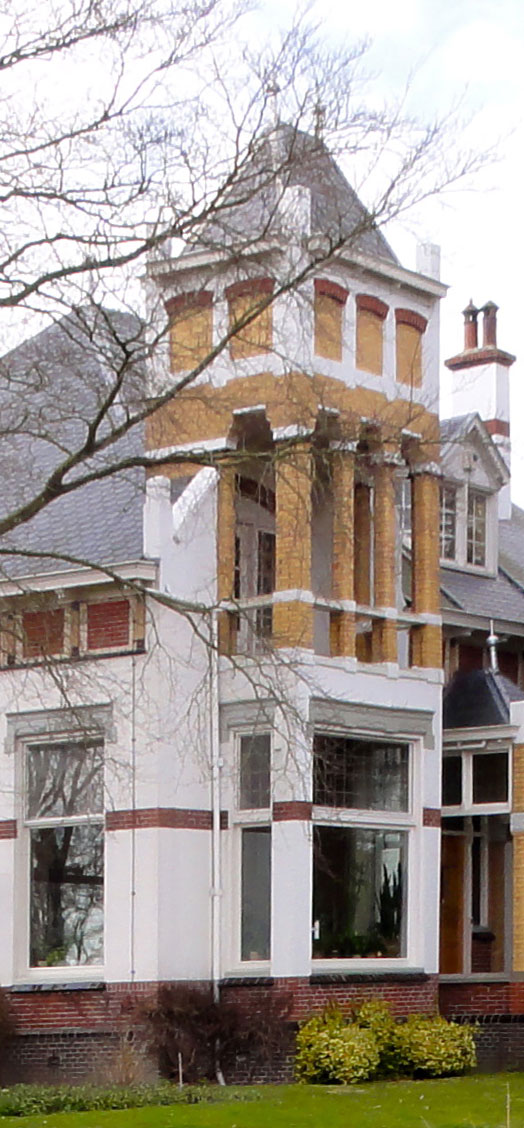
De torenvormige noordoostelijke hoek van de villa

De villa werd ontworpen door Sleumer in een overgangsstijl, waarbij hij gebruik maakte van art-nouveau- en chaletstijlelementen. De gevels tonen een afwisselend patroon van wit pleisterwerk en gekleurde baksteen. Op de noordoostelijke hoek van de villa bevindt zich op de benedenverdieping een erker met daarboven op de verdieping een balkon voorzien van gele pilaren. Het balkon wordt bekroond door een torentje met een schilddak. (zie afbeelding). Boven de entree in de noordzijde van de villa bevindt zich een tentdak. Ook in het interieur zijn art-nouveaumotieven verwerkt.
Rond 1938 werd aan de westelijke zijde van de villa een nieuw gedeelte aangebouwd. Bij de villa behoort een aangebouwd koetshuis. Aan de voorzijde is een gevelsteen ingemetseld met het stichtingsjaar 1916.
De villa is erkend als een rijksmonument onder meer vanwege de gaafheid, de beeldbepalende ligging en als voorbeeld van een villa uit 1916 die zowel art-nouveau- en chaletstijlkenmerken verenigt in een overgangsstijl.
In januari 2016 werd bekend dat het Groninger Landschap de voormalige burgemeesters villa in bezit heeft gekregen via een legaat.